# Nantski edikt
Nantski edikt je 13. aprila 1598 izdal francoski kralj Henrik IV. Hugenotom zagotavlja svobodo veroizpovedi, ustrezni delež služb, časti in vojaških mest.
Edikt hugenotom dovoljuje javno bogoslužje na za to določenih mestih, razen v Parizu in okolici, škofijskih mestih in krajih s kraljevimi palačami. Lahko gradijo svoja »svetišča«, pastorje plačuje država. Zagotavlja jim polne državljanske pravice, enakost pred zakonom. Lahko opravljajo javne službe, imajo dostop do vseh nekatoliških učnih ustanov. Za spore med katoličani in protestanti vpeljuje posebna sodišča, sestavljena iz katolikov in protestantov. Pregnanim hugenotom daje pravico do vrnitve. Utrjena mesta, ki so bila leta 1597 v rokah hugenotov, ostajajo še 8 let varovana področja s hugenotskimi posadkami, ki jih plačuje država. Po drugi strani edikt zahteva, da se katoliško bogoslužje vrne v vse kraje, od koder je bilo pregnano.
Proti ediktu so se izrekli papež Klemen VIII., katoliška duhovščina in parlamenti po Franciji.
Nantski edikt je po 100 letih ukinil Ludvik XIV., kar je pripomoglo k francoski revoluciji.